# Єрусалимський театр
 Єрусалимський театр, як такий, поєднує сучасне театральне мистецтво та праці, написані староєврейською та арамейською мовами. Габріелла Лев, художній керівник і співзасновник театру, була ініціатором його створення в 1982 році. Її метою було дати право голосу жінкам у межах єврейських традицій. До неї приєдналися товариші-артисти Аліза Еліон-Ізраелі, Рут Відер-Маган і Джойс Міллер. Їхнє бачення того, як слід збудувати театр, що відображає культурний та географічний контекст Єрусалиму, базується на єврейських текстах і в якому застосовують нові форми й техніки театрального мистецтва, назавжди вкорінилося в Ізраїлі. Єрусалимська театральна трупа дає вистави в Ізраїлі та  по всьому  світу як англійською, так і староєврейською мовами.
В Єрусалимському театрі було створено 36 оригінальних драматичних та музичних творів - дивіться список нижче.

## Театральний вплив та техніки
Найвагоміший художній вплив у своїх роботах мали режисер Єжи Гротовський разом із Сергієм Овакніним (учень Гротовського), Андре Грегорі і Рой Харт.

### Вистави Мідраш
- Давньоєврейське слово Мідраш (іврит: מדרש; множина - midrashim , "історія" від "розслідувати" або "досліджувати") — це повчальний метод біблійного тлумачення. Цей термін також відноситься до всієї збірки повчального вчення в Біблії. Мідраш-це спосіб інтерпретації біблійних історій, який виходить за рамки простої сутності релігійних, правових та морально-етичних вчень. Він заповнює багато ледь помітних прогалин в біблійних оповідях стосовно подій та особистостей.
- Єврейське слово Бама має три значення: 1) етап, на якому представлене театральне мистецтво  2) Піднята поверхня в синагозі, на якій стоїть стіл. На цьому столі розміщений сувій Тори, так що відвідувач може прочитати вголос тижневу главу з Біблії, 3) в стародавні часи, множина від слова bama , bimot,означало підняту поверхню для ритуалів, яка складалася з вівтаря і якоїсь скульптури.

В понятті "мідраш Бама",запропонованому керівниками театру, пояснюється, що мистецтво"Мідраш Бама" дозволяє по-новому подивитися на стародавні тексти шляхом їх трансформації з простої писемної форми у виставу на сцені.
При постановках у стилі Мідраш використовується весь спектр людських можливостей в мистецтві, щоб передати сенс, який стає зрозумілим  тільки тоді, коли викладений акторами перед глядачами. Актор повинен бути в гарній фізичній формі, мати приємний та гучний голос, а за його плечами повинен бути багаж знань та навичок для того, аби легко вміти передати зв'язок між почуттями й думками, душею й тілом. Таким чином, на сцені, вони можуть інтерпретувати мідраш мовою оригіналу, використовуючи різні тони голосу і співу, танець і рух, цим самим гармонізуючи всі ці елементи. Саме використання мови оригіналу, і жива взаємодія з публікою породжують конкретне значення п'єси. У мистецтві мідраш-Бама поєднуються елементи кольору (часто можна побачити в костюмах і декораціях), елементи ритмічного, структурованого та відредагованого сценарію, які були ретельно продумані і завчасно підготовлені. 
Але сучасне справжнє мистецтво мідраш-Бама, яке показують на сценах сьогодні, часто по-різному відображується в кожній виставі (так само, як і вивчення одного і того ж підручника двома людьми часто сильно відрізняється, залежно від стану душі кожного і від людини, яка навчається).
Див. також сучасний Мідраш

## Художньо-освітні програми
Робота компанії сприяла створенню нового методу навчання за допомогою сприйняття і засвоєння текстів. Єрусалимський театр розробляє і проводить щорічний фестиваль  Мідраш Бама, метою якого є презентувати багатопрофільний театр в особистісній обстановці задля сприяння діалогу й інтимності.
Протягом багатьох років різнопланове співтовариство акторів і педагогів виросло в компанії. В ході своєї роботи, ця багатопрофільна група вивчає межі театру, мистецтва, релігії, статі, соціальних процесів і відносин між ними. Ці колаборації сприяли створенню різноманітних курсів: Розширення прав та можливостей жінок і їх лідерства, Розширення прав і можливостей молодих жінок і дівчат, Проекти з інтеграції молодих жінок, які потрапили в біду з різних причин, Підвищення кваліфікації вчителів в галузі Іудаїки і Щорічний фестиваль для молодих жінок-митців.

## Постановки
- Maase Bruria - Діяння Брурія (1982)
- Chagiga Lamama (1983)
- Elef Ester Vehester (1984)
- Afilu Hazipporim - Навіть птахи (1987)
- Kuzinot Yefefiyot (1988)
- Kneidal Bar (1989)
- Hedei Тфіла – Ехо молитви (1990)
- Аль Міта у Mitot - Вавилонські казки (1990)
- Англійська версія - Вавилонські казки (1991)
- Gisati Veani - Моя невістка і я (1991)
- Агава Bemivhan - Випробування любові (1991)
- Hahatzaga Haachrona (1993)
- Естер (1993)
- Прийняття Сари (1993)
- Прийняття Сари 2 (1994)
- Прийняття Сари 2 - англійська версія (1995)

| - Siach hayasmin - Кущ жасмину (1995) - Shirei Nistarot Veniglot - Пісенні сповіді (1998) - Sota (1999) - Ayin Zoher - Пісні до Всевишнього(1999) - Ayin Zoher - Пісні до Всевишнього (2000) - Noshek Bazman- Пісні потаємних бажань (2001) - Siftotav Shoshanim (2002) - La Vie en Rose (2002) - Ezel Roza baCafe - Кафе Роза (2004) - Afilu Haziporim - Навіть птахи (2004) - Shulem (2005) - Zohar Shabbat (2006) - At Kvar Meusheret - Ти ще щасливий? (2006) - Nashim Veniflaot - Жінки і чудеса (2007) - Gaaguim, Naanuim. Shaashuim - Пристрасне бажання (2007) - Rondo (2008) - Kadayil Shabbaso (2008) - Midrash Bama (2009) - Ahava Atika (2010) - Isha Chalma Ish- Мрія жінки - чоловік (2011) - Dalia, Zelda and Rachel (2012) |

### До утворення Єрусалимського театру
- Nashim Odot Nashim - Жінка про жінку (1975)
- Anashim Racim - Ніжні люди (1977)

## Нагороди і фестивалі
- Премія Організації Об'єднаних Націй в рамках Міжнародного року жінки[джерело?]
- Премія імені Меїр Маргаліт за видатні театральні досягнення[джерело?]
- Единбурзький Фестиваль Бахрома[джерело?]
- Фестиваль Акко для альтернативного театру - Ізраїль[джерело?]
- Единбурзький Фестиваль - Шотландія[джерело?]
- Жіночий фестиваль театрального мистецтва - Єрусалим[джерело?]
- Фестиваль для Театру давніх міфів - Угорщина[джерело?]
- Виступи і резиденція, культурний центр – Стокгольм, Швеція[джерело?]
- Ізраїль Експо - Нью-Йорк[джерело?]
- Фестивалі Ізраїлю - Єрусалим[джерело?]
- Фестиваль Земля обітована – Лодзь, Польща[джерело?]
- Священні музичні фестивалі - Індії, Таїланді та Англії[джерело?]
- Мистецькі резиденції і виступи - Нью-Делі, Індія[джерело?]

## Додаткові посилання
- Theater Company Jerusalem [Архівовано 18 січня 2019 у Wayback Machine.]
- Acco Israeli Fringe Theatre Festival
- Edinburgh festival [Архівовано 14 травня 2022 у Wayback Machine.]
- Edinburgh Fringe Festival [Архівовано 10 травня 2022 у Wayback Machine.]
- Mabou Mines
- Interview with Artistic Director Gabriella Lev By Moti Sandak
- Seven languages on one stage: The play "Shulem" experience the Holocaust through art
- Shulem recalls the liberation from slavery in Egypt, remembering the Holocaust
- Midrash-Bama [Архівовано 13 січня 2013 у Wayback Machine.]
- So Sarah laughed to herself:Two Israeli plays from the 1990s examine the myth of Sarah
- [http://www-contendo.jpost.com/servlet/Satellite?cid=1259010972484&pagename=JPost%2FJPArticle%2FPrinter%5Bнедоступне+посилання+з+лютого+2019%5D Facing the music][недоступне посилання з серпня 2019]
- A Women Followed the Sound [Архівовано 25 березня 2010 у Wayback Machine.]